# Strickerbach
Der Strickerbach ist ein gut anderthalb Kilometer langer Bach auf dem Gebiet der Stadt Hattingen und des Wittener Ortsteil Buchholz im nordrhein-westfälischen Ennepe-Ruhr-Kreis. Er ist ein westlicher und linker Zufluss des Pleßbachs.

## Geographie

### Verlauf
Der Strickerbach entspringt nordwestlich von Sprockhövel und südöstlich des Muhrmanns Hofes, auf einer Höhe von etwa 185 m ü. NHN direkt westlich der Sprockhöveler Straße.
Der Bach unterquert zunächst die Sprockhöveler Straße. fließt dann ungefähr einen halben Kilometer in ostnordöstlicher Richtung durch Ackerland und betritt danach einen kleinen Mischwald. Dort wechselt er seine Laufrichtung nach Südosten schlägt im Wald einen kleinen Bogen und läuft dann am Waldrand entlang. Etwas bachabwärts bildet er einen kleinen Teich.
Er biegt nun nach scharf nach rechts ab und läuft durch Felder an einen Teich vorbei. Der Strickerbach zieht dann am Nordrand der Straße Am Stricker in Richtung Ost-Nordosten entlang.
Der Strickerbach unterquert noch die A 43 und mündet schließlich an der Schultenbuschstraße auf einer Höhe von etwa 113 m ü. NHN von links in den Pleßbach.
Der etwa 1,6 km lange Lauf des Strickerbachs endet ungefähr 72 Höhenmeter unterhalb seiner Quelle, er hat somit ein mittleres Sohlgefälle von circa 45 ‰.

### Einzugsgebiet
Das 0,8 km² große Einzugsgebiet des Strickerbachs liegt im Bergisch-Märkischen Hügelland und wird von ihm über den Pleßbach, die Ruhr und den Rhein zur Nordsee entwässert.
Es grenzt
- im Süden an das des Sprockhöveler Bachs, der in  die Ruhr mündet
- und im Nordwesten an das der Maasbecke, die in den Sprockhöveler Bach mündet.